# 五百人会
五百人会（ごひゃくにんかい、フランス語: Conseil des Cinq-Cents、五百人院とも）は、フランス革命後期の1795年8月22日から1799年11月9日まで、すなわち総裁政府期のフランスの立法府のうち下院にあたる議会である。

## 概要
五百人会は立法府としての役割を果たす一方、執行権を分担する5人の総裁は五百人会の提出した名簿から元老会が選任した。
議員は30歳以上の者に限られ、毎年3分の1が改選された。
ブリュメール18日のクーデターで擲弾兵団を率いて議員団を議場から退去させたナポレオン・ボナパルトは第一統領に就任してフランスの指導者となった。